# Bóng đá tại Tokyo

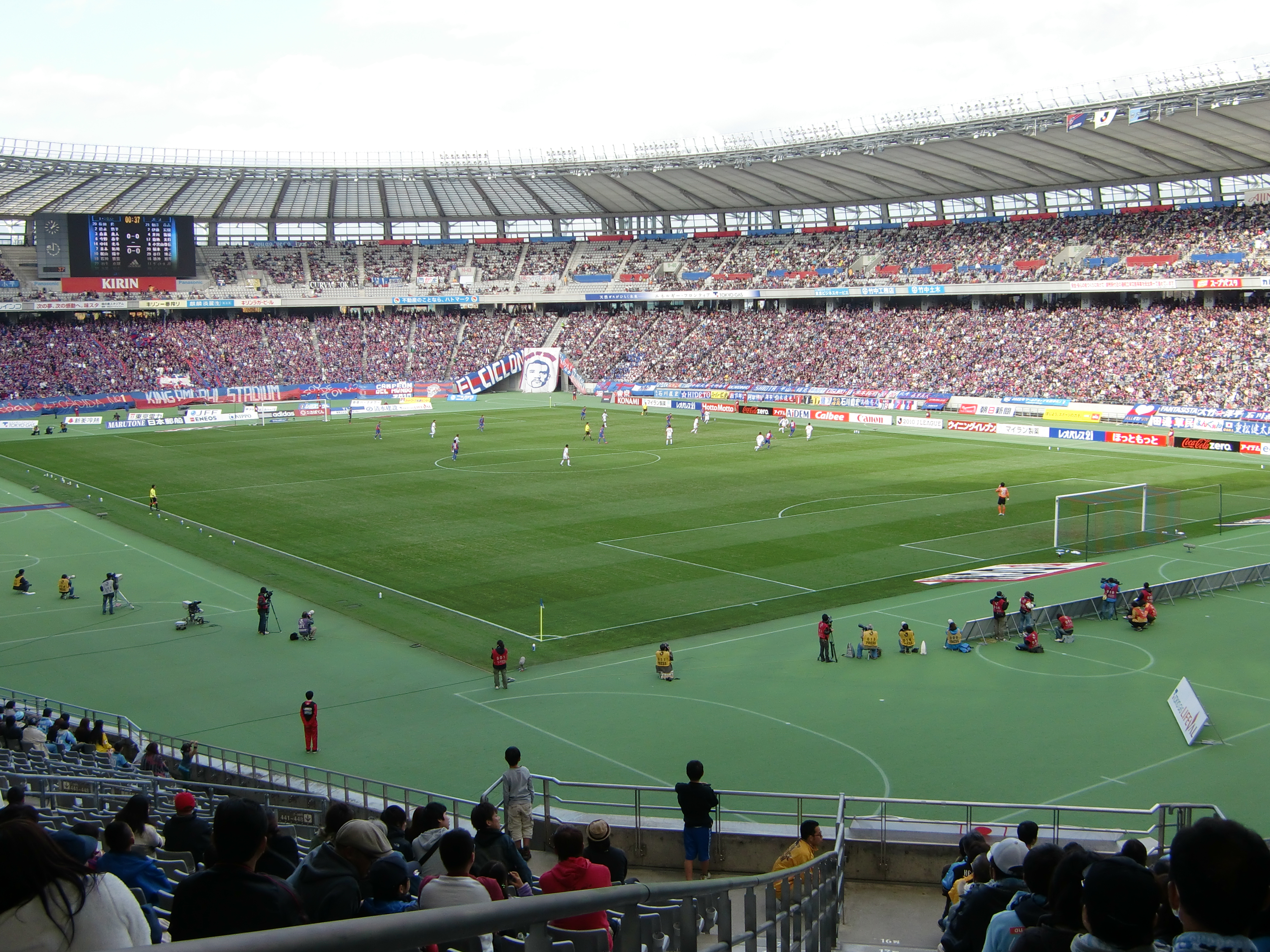
Sân vận động Ajinomoto.

Bóng đá là một môn thể thao phổ biến, cả về người tham gia và khán giả ở Tokyo. Tokyo là nơi có rất nhiều các câu lạc bộ bóng đá.

## Tổng quan
Sân vận động Olympic quốc gia là sân nhà của Đội tuyển quốc gia Nhật Bản và đã từng tổ chức Cúp Thiên Hoàng  theo truyền thống.

## Lịch sử
Tōkyō Shūkyū Dan lần đầu tiên giành được cúp Thiên Hoàng và câu lạc bộ này là đội bóng lâu đời nhất Nhật Bản.

## Các đội bóng
Bảng dưới đây liệt kê tất cả các câu lạc bộ bóng đá tại Tokyo.
| Hạng                             | Câu lạc bộ              | Thành lập | Trạng thái           | Ghi chú |
| -------------------------------- | ----------------------- | --------- | -------------------- | ------- |
| J1 League (hạng nhất)            | FC Tokyo                | 1935      | Chuyên nghiệp        |         |
|                                  |                         |           |                      |         |
| J2 League (hạng nhì)             | Tokyo Verdy             | 1969      | Chuyên nghiệp        |         |
| J2 League (hạng nhì)             | FC Machida Zelvia       | 1977      | Chuyên nghiệp        |         |
|                                  |                         |           |                      |         |
| Japan Football League (hạng tư)  | Tokyo Musashino City FC | 1939      | Bán chuyên           |         |
|                                  |                         |           |                      |         |
| Tokyo District League (hạng năm) | Tokyo Soccer Club       | 1917      | Bán chuyên/Nghiệp dư |         |
| Giải bóng đá Kantō (hạng năm)    | FC Korea                | 1961      | Bán chuyên/Nghiệp dư |         |
| Giải bóng đá Kantō (hạng năm)    | Tokyo 23 FC             | 2003      | Bán chuyên/Nghiệp dư |         |

## Danh hiệu
- J1 League (7)
  - Tokyo Verdy (7)
- J.League YBC Levain Cup (5)
  - Tokyo Verdy (3)
  - FC Tokyo (2)
- Cúp Thiên Hoàng (10)
  - Tokyo Soccer Club (1)
  - Astra Club (1)
  - Tokyo Old Boys Club (1)
  - Đại học Tōkyō (1)
  - Tokyo Verdy (5)
  - FC Tokyo (1)

## Sân vận động
- Sân vận động Quốc gia Tokyo
- Sân vận động Ajinomoto

## Derby Tokyo
Những trận derby Tokyo chính là các trận đấu giữa Tokyo Verdy và FC Tokyo.